# Hacuqabul (quận)
Hacuqabul (tiếng Azerbaijan:Hacıqabul) là một quận thuộc Azerbaijan. Dân số thời điểm năm 2012 là 57944 người.